# Женско първенство на България по футбол
Женското първенство на България по футбол е футболен турнир за определяне на шампиона на страната. Участие взимат всички официално регистрирани женски футболни отбори в България.

## История

### От М. Балканска до отбори
През 1920-те години младата оперетна и оперна певица Мими Балканска става първата българка, занимавала се сериозно с футбол в България. Тренира в „Славия“ (София), участва в срещи като вратар на певците срещу артистите, сформира тим, дори е страничен съдия на благотворителен мач.
Първият демонстративен женски футболен мач в България се играе в Русе през 1967 г. Пак там към ДФС „Дунав“ през 1980 г. е сформиран официално и първият женски футболен отбор в страната, а година по-късно отново в Русе се играе първият междуградски футболен мач между дамски отбори.
Така началото на женския футбол в България е поставено официално в началото на 1980-те години. Това се случва около 100 години след първия мач между жени в Англия, която е съвременната родина и на женския футбол.
Официални международни срещи между женски футболни (вкл. национални) отбори се провеждат от 1960-те години. За основоположник на женския футбол в България се смята проф. д-р Лъчезар Димитров. В началото на 1980-те години той е председател на столичния ФК „Академик“ (тогава участник в „А“ РФГ), по негово време е създаден футболният отбор на „студентките“, станал трикратен шампион на България в първите 3 републикански първенства за жени. Освен преподавател в НСА и в треньорската школа по футбол, професор Димитров е виден деятел на българския футбол, с особено големи заслуги за развитието на студентския и женския футбол и спорт. Той е ректор на НСА „Васил Левски“ и заместник-председател на Българския олимпийски комитет.

### Първо официално първенство
През 1980-те години в българската футболна общественост има не малко спорове „за“ и „против“ официалното „признаване“ на женския футбол за спорт. В крайна сметка Българският футболен съюз се решава да проведе Първи републикански футболен турнир за жени през сезон 1985/86. Според официалните отчети в това първенство са взели участие над 10 000 състезателки, като се предполага, че този брой е силно завишен. До финалната фаза на турнира, който протича по сложна схема, достигат 19 отбора, представители на различните тогавашни окръзи (сегашни области). На полуфиналите в първото първенство играят „Академик“ (София) – „Средец“ (София) 7:2 и „Слънце“ (Стара Загора) – „Дунав“ (Русе) 2:0. В мача за трето място „Средец“ (днес ЦСКА) побеждава „Дунав“ с 3:1. На финала „Академик“ (София) печели първата титла при жените в България след 3:1 срещу „Слънце“ (Стара Загора).

### „Академик“ (София) – първи шампион
Днес в аналите на българския футбол са останали имената на 16 жени, окичили се с първите златни медали за държавен първенец по футбол. Това са: Цветанка Митева, Галина Донева, Катя Петкова, Илияна Георгиева, Цветанка Тодорова, Христина Христова, Ганка Тодорова, Бистра Трифонова, Дияна Калфина, Емилия Миланова, Даниела Бинева, Стоилка Илчева, Илиана Богданова, Албена Стефанова, Изабел Аджемян и Полина Шишманова. Техен треньор е Валери Начков. През следващите 2 сезона 1986/87 и 1987/88 „Академик“ (София) отново триумфира с титлата. За всеки по-голям футболен клуб в България по онова време е въпрос на чест да има женски отбор. Женският футбол като цяло е в подем и печели все повече почитатели. Спортно-технически погледато, този „нов“ спорт търпи бързо развитие поради широката основа, на която е поставен – голям брой клубове, обхващащи няколко хиляди състезателки.

### Декада на „Гранд Хотел Варна“
След политическите промени в България през 1989 г., както в много други сфери, така и в женския футбол настъпва криза. Огромна част от отборите са закрити поради финансови и организационни причини. Първенството се свива до участието на само 3 – 4 клуба. В този период абсолютен хегемон в България е създаденият в края на 1980-те години „Гранд Хотел Варна“. Този отбор, който е собственост на едноименния хотелски комплекс, намиращ се в курорта „Св. св. Константин и Елена“, печели 10 поредни шампионски титли в периода 1993 – 2003 г.

### Криза в националния отбор
Поради голямото свиване на формата на първенството България губи възможността да поддържа силен национален отбор. В шампионата участват едно каре отбори, а практикуващите футбол жени в България са под 100. В последните няколко години женски национален отбор в България не е сформиран. Страната участва на международна сцена само с представителна формация в Европейското първенство за девойки до 19 г. Състезателките за този отбор в голямата си част са студентки в НСА и се подготвят под методическото ръководство на доайена на женския футбол в България проф. Лъчезар Димитров.
Едва през есента на 2006 г. България отново има свой женски национален отбор, който се води от треньора на актуалния шампион и носител на Купата на България отбора на НСА Емил Атанасов. „Трикольорките“ отпадат в предварителен квалификационен турнир за Европейското първенство, но записват 2 победи над Естония и Азербайджан и губят само с 0:1 от домакина Румъния, който продължава напред в квалификациите.

### В ново време
През последните години първенството в България се доминира от НСА (София), който печели последните 3 титли. Достоен конкурент на „студентките“ е силният състав на „LP Супер спорт“ (София). Като цяло организацията на женския футболен живот в България е поверена от БФС на Аматьорската футболна лига, чието ръководство полага големи усилия да развива това направление. В последните години отново има интерес към първенството и броят на новосформираните отбори непрекъснато се увеличава. Освен турнирите от Държавното първенство се провеждат и още 2 турнира – за Купата на България, в който участват по-класните отбори, и за Купата на Аматьорската футболна лига, оспорвана от по-слабите тимове. След 2021 г. основен противник на НСА е отборът на Локомотив (Стара Загора), който е шампион на страната за 2022 и 2023 г.

## Републикански шампиони
- 1985/86 – Академик (София) / 2. Слънце (Стара Загора); 3. ЦСКА (София)

- Участващи отбори: Академик (София), Ботев (Пловдив), „Гранд Хотел Варна“, Дунав (Русе), Саня (Плевен), Слънце (Стара Загора), Спартак (Сандански), Спортист (Нови Пазар) и ЦСКА (София).

- Носител на Купата на България е Тракия.

- 1986/87 – Академик (София) / 2. ЦСКА“ (София); 3. Левски (София)
- Носител на Купата на България е ЦСКА (София).

- 1987/88 – Академик (София) / 2. Славия (София); 3. ЦСКА“ (София) /
- Носител на Купата на България е Славия (София).

- 1988/89 – ЦСКА“ (София) / 2. Академик (София); 3. Славия (София) /
- Носител на Купата на България е Академик (София).

- 1989/90 –Академик (София)/ 2. ЦСКА (София); 3. Локомотив (Ст. Загора)
- носител на Купата на България е ЦСКА (София).

- 1990/91 – НСА (София) / 2. Хебър Пазарджик; 3. Локомотив (Пловдив) /
- Носител на Купата на България е „Гранд Хотел Варна“.

- 1991/92 – 1. Локомотив (Ст. Загора) 2. НСА; 3. ПФК ЦСКА (София) /
- Носител на Купата на България е НСА (София).

- 1992/93 –ПФК ЦСКА (София)/ 2. „Гранд Хотел Варна“; 3. НСА (София) /
- Носител на Купата на България е Нефтохимик (Бургас).

- 1993/94 – „Гранд Хотел Варна“ / 2. Локомотив (Пловдив); 3. Нефтохимик (Бургас) /
- Носител на Купата на България е НСА (София).
- Носител на Купа „Албена“ (до 1997 г. се нарича Купа на „Гранд хотел Варна“) е „Гранд Хотел Варна“.

- 1994/95 – „Гранд Хотел Варна“ / 2. НСА (София); 3. Нефтохимик (Бургас) /
- Носител на Купата на България е „Гранд Хотел Варна“.

- 1995/96 – „Гранд Хотел Варна“ / 2. Нефтохимик (Бургас); 3. Порт (Варна) /
- Носител на Купата на България е Локомотив (Пловдив).

- 1996/97 – „Гранд Хотел Варна“ / 2. Локомотив (Пловдив); 3. Нефтохимик (Бургас) /
- Носител на Купата на България е НСА (София).

- 1997/98 – „Гранд Хотел Варна“ / 2. Порт (Варна); 3. Нефтохимик (Бургас) /
- Участващи отбори: Берое, „Гранд Хотел Варна“, Дългопол, Елхово, Локомотив (Пловдив), Нефтохимик, НСА (София), Порт (Варна) и Тривия (Бургас).
- Носител на Купата на България е „Гранд Хотел Варна“.

- 1998/99 – „Гранд Хотел Варна“ / 2. Тривия (Бургас); 3. НСА (София) /
- Участващи отбори: Берое, „Гранд Хотел Варна“, НСА (София), Порт (Варна) и Тривия (Бургас).
- Носител на Купата на България е „Гранд Хотел Варна“.

- 1999/00 – „Гранд Хотел Варна“ / 2. НСА (София); 3. Порт (Варна) /
- Участващи отбори: „Гранд Хотел Варна“, НСА (София), Порт (Варна) и Тривия (Бургас).
- Носител на Купата на България е „Гранд Хотел Варна“.

- 2000/01 – „Гранд Хотел Варна“ / 2. НСА (София); 3. Интерпорт-Албена (Албена) /
- Участващи отбори: „Гранд Хотел Варна“, Интерпорт-Албена (Албена) (бивш Порт (Варна)), НСА (София), Порт (Варна) и Тривия (Бургас).
- Носител на Купата на България е НСА (София).

- 2001/02 – „Гранд Хотел Варна“ / 2. ЕлПи Суперспорт (София); 3. НСА (София) /
- Участващи отбори: „Гранд Хотел Варна“, ЕлПи Суперспорт (София) и НСА (София).
- Носител на Купата на България е „Гранд Хотел Варна“.
- Носител на Купа „Мондиал 2002“ е ЕлПи Суперспорт (София).

- 2002/03 – „Гранд Хотел Варна“ / 2. ЕлПи Суперспорт (София); 3. НСА (София) /
- Участващи отбори: „Гранд Хотел Варна“, ЕлПи Суперспорт (София) и НСА (София).
- Носител на Купата на България е ЕлПи Суперспорт (София).

- 2003/04 – ЕлПи Суперспорт (София) / 2. „Гранд Хотел Варна“; 3. НСА (София) /
- Участващи отбори: „Гранд Хотел Варна“, ЕлПи Суперспорт (София), НСА (София), Тривия (Бургас) и Христо Тошков (Варна).
- Носител на Купата на България е НСА (София).
- Носител на Купата „Христо Тошков“ е „Гранд Хотел Варна“.

- 2004/05 – НСА (София) / 2. ЕлПи Суперспорт (София); 3. „Гранд Хотел Варна“ /
- Участващи отбори: „Гранд Хотел Варна“, ЕлПи Суперспорт (София), Левски (Карлово) и НСА (София).
- Носител на Купата на България е ЕлПи Суперспорт (София).
- Носител на Купата „Христо Тошков“ е ЕлПи Суперспорт (София).

- 2005/06 – НСА (София) / 2. ЕлПи Суперспорт (София); 3. „Гранд Хотел Варна“ /
- Участващи отбори: Берое (Стара Загора), Ботев (Пловдив), Вихрен (Сандански), „Гранд Хотел Варна“, ЕлПи Суперспорт (София), Левски (Карлово), НСА (София) и Спортист (Своге).
- Носител на Купата на България е ЕлПи Суперспорт (София).
- Носител на Купата на „Интерхотел Сандански“ е ЕлПи Суперспорт (София).
- Носител на Купата „Христо Тошков“ е „Гранд Хотел Варна“.

- 2006/07 – НСА (София) / 2. ЕлПи Суперспорт (София); 3. „Гранд Хотел Варна“ /
- Участващи отбори: Академик (София), Берое (Стара Загора), Болярки (Велико Търново), Ботев (Враца), Ботев (Пловдив), Бутан, Вихрен (Сандански), „Гранд Хотел Варна“, Граф Игнатиево, ЕлПи Суперспорт (София), КК Зодиак (Самоков), Колчестър (Лясковец), Крумово, Левски (Карлово), Липекс (Козаревец), Любимец (Търнава), Люлин, Нафтекс (Бургас), НСА (София), Попово, Спортика (Благоевград), Феникс (Враца), Хайредин, Чайка (Бургас), Чолаковци и Янтра (Драганово).

- Носител на Купата на България е НСА (София).
- Носител на Купата на Аматьорската футболна лига е Болярки (Велико Търново).
- Носител на Купата на „Интерхотел Сандански“ е НСА (София).
- Носител на Купата „Христо Тошков“ е НСА (София).
- Носител на Купа Флорина (Гърция) е ЕлПи Суперспорт (София).

- 2007/2008 - НСА (София) / 2. ЕлПи Суперспорт (София); 3.Болярки (Велико Търново) /
- Носител на Купата на България е НСА (София).

- 2008/2009 - НСА (София) / 2. ФК Олимпия (София); 3. ЕлПи Суперспорт (София) /
- Носител на Купата на България е НСА (София).

- 2009/2010 - НСА (София) / 2. ЕлПи Суперспорт (София) / 3.Екомет 90 (Пловдив) /
- Носител на Купата на България е НСА (София).

- 2010/2011 - НСА (София) /2.ЕлПи Суперспорт (София) /3.ФК Олимпия (София) /
- Носител на Купата на България е ФК Олимпия (София).

- 2011/2012 - НСА (София) / 2.„Гранд Хотел Варна“ / 3.Спортика-Благоевград /
- Носител на Купата на България е НСА (София).

- 2012/2013 - НСА (София) / 2.ЕлПи Суперспорт (София) / 3.Спортика-Благоевград /
- Носител на Купата на България е НСА (София).

- 2013/2014 - НСА (София) / 2.ЕлПи Суперспорт (София) / 3.Спортика-Благоевград /
- Носител на Купата на България е НСА (София).

- 2014/2015 - НСА (София) / 2.ЕлПи Суперспорт (София) / 3.Спортика-Благоевград /
- Носител на Купата на България е НСА (София).

- 2015/2016 - НСА (София) / 2.ЕлПи Суперспорт (София) / 3.Спортика-Благоевград /
- Носител на Купата на България е НСА (София).

- 2016/2017 - НСА (София) / 2.ЕлПи Суперспорт (София) / 3.Екомет 90 (Пловдив) /
- Носител на Купата на България е НСА (София).

- 2017/2018 - НСА (София) / 2.ЕлПи Суперспорт (София) / 3.Етър (Велико Търново /
- Носител на Купата на България е НСА (София).

- 2018/2019 - НСА (София) / 2.Спортика-Благоевград / 3.ЕлПи Суперспорт (София) /
- Носител на Купата на България е НСА (София).

- 2019/2020 - НСА (София) / 2.Пълдин-Пловдив / 3.Етър (Велико Търново /
- Купа на България не се провежда

- 2020/2021 - НСА (София) / 2.Локомотив Пловдив / 3.Локомотив Стара Загора /
- Носител на Купата на България е НСА (София).

- 2021/2022 - Локомотив Стара Загора / 2.НСА (София) / 3.Бароко София /
- Носител на Купата на България е НСА (София) .

- 2022/2023 - Локомотив Стара Загора / 2.НСА (София) / 3.Спортика (Благоевград) /
- Купа на България не се провежда

- 2023/2024 - НСА (София) / 2. Локомотив Стара Загора / 3.Спортика (Благоевград) /
- Купа на България не се провежда

- 2024/2025 - НСА (София) / 2.Спортика-Благоевград / 3. Локомотив Стара Загора
- Купа на България не се провежда

## Вечно класиране

### Шампионат
| Клуб                    | Шампион | Вицешпиони | Сезони (шампион) | Сезони (вицешампион) |
| ----------------------- | ------- | ---------- | --- | --- |
| НСА (София)             | 20      | 6          | 1990–91, 2004–05, 2005–06, 2006–07, 2007–08, 2008–09, 2009–10, 2010–11, 2011–12, 2012–13, 2013–14, 2014–15, 2015–16, 2016–17, 2017–18, 2018–19, 2019–20, 2020–21, 2023–24, 2024-25 | 1991–92, 1994–95, 1999–00, 2000–01, 2021–22, 2022–23                                                                                  |
| ЖФК Варна               | 10      | 2          | 1993–94, 1994–95, 1995–96, 1996–97, 1997–98, 1998–99, 1999–00, 2000–01, 2001–02, 2002–03                                                                                           | 1992–93, 2003–04 |
| Академик София          | 4       | 1          | 1985–86, 1986–87, 1987–88, 1989–90 | 1988–89 |
| Локомотив Стара Загора  | 3       | 1          | 1991–92, 2021–22, 2022–23 | 2023–24 |
| ЦСКА (София)            | 2       | 3          | 1988–89, 1992–93 | 1986–87, 1987–88, 1989–90 |
| ЕлПи Суперспорт (София) | 1       | 14         | 2003–04 | 2001–02, 2002–03, 2004–05, 2005–06, 2006–07, 2007–08, 2009–10, 2010–11, 2011–12, 2013–14, 2014–15, 2015–16, 2016–17, 2017–18, 2018–19 |
| Локомотив Пловдив       | 0       | 3          | | 1993–94, 1996–97, 2020–21 |
| Спортика (Благоевград)  | 0       | 2          | | 2012–13, 2018–19, 2024-25 |
| Берое Стара Загора      | 0       | 1          | | 1985–86 |
| Хебър Пазарджик         | 0       | 1          | | 1990–91 |
| Нефтохимик Бургас       | 0       | 1          | | 1995–96 |
| Порт Варна              | 0       | 1          | | 1997–98 |
| Тривия Бургас           | 0       | 1          | | 1998–99 |
| Олимпия София           | 0       | 1          | | 2008–09 |

### Купа „Христо Тошков“
- Гранд хотел „Варна“ (Варна) – 2
- ЕлПи Суперспорт (София) – 1
- НСА (София) – 1

### Купа „Интерхотел Сандански“
- НСА (София) – 3
- ЕлПи Суперспорт (София) – 1

### Купа на Аматьорската футболна лига
- Болярки (Велико Търново) – 1

### Купа „Албена“
- Гранд хотел „Варна“ (Варна)|ЖФК „Варна“ – 1